# 史圭
史圭，唐朝末年至五代十国后唐、后晋官员，常山石邑县（今河北省石家庄市鹿泉区南）人。
他的祖先与王武俊来自塞外，定居石邑。高祖父史曾，担任镇阳牙校。父亲史钧，代理安平县令、九门县令。史圭喜欢写诗，明敏好学，善于处理政事。唐昭宗光化年间，历任阜城、饶阳县尉，改任房子、宁晋、元氏、乐寿、博陆五县县令。在宁晋时，擅给开官仓救济饥民。担任乐寿令，县人为他立碑。同光年间，任圜为真定尹，擢升为本府司录，没有就任。郭崇韬镇守成德，征召为从事，李嗣源取代郭崇韬，他仍任旧职。明宗李嗣源即位，史圭入朝为尚书郎，安重诲推荐为河南少尹，判府事，不久担任枢密院直学士。史圭被安重诲赏识，安重诲上奏让他与同列阎至一起上殿侍立，以备顾问，明宗同意。枢密直学士上殿自史圭开始。不久，自左谏议大夫拜尚书右丞，判吏部铨事，有担任宰相的希望。史圭处理政务谨慎，安重诲没有读过书，做事刚愎，史圭终日无所事事，不能剖析纠正其事。长兴年间，安重诲被杀，史圭出为贝州刺史，不久罢免，退归常山。于是闭门杜绝来客，即使亲戚故人来访也不见其面，每次出游别墅，就乘着妇人毡车遮掩自己。石敬瑭登极，在冯道的请求下，征召为刑部侍郎，判盐铁副使。史圭担任右丞时，冯道在中书，因当堂判衡铨司所注授的官员，史圭经常大怒力争，冯道也微有不满之色，这时史圭却被冯道推举。担任吏部侍郎，分知铨事，史圭能够保持廉洁公平。他担任河南少尹时，有嵩山术士给他石药，说服用可延寿，但不能中途停止。史圭服用后，神爽力健。推举常山时，遇秘琼之乱，药物被为盗贼所劫。天福年间，胸中如同火烧，求归乡里，石敬瑭同意。渡过黄河后，在途中病故，归葬石邑，时年六十八岁。